# ديريك فيشر
ديريك فيشر (بالإنجليزية: Derek Fisher)‏ مواليد 9 أغسطس 1974 في ليتل روك، هو لاعب كرة سلة أمريكي أصبح مدرباً بدأ مسيرته الاحترافية في سنة 1996 يدرب فريق نيويورك نيكس في الرابطة الوطنية لكرة السلة. يبلغ طوله 6 قدم 1 بوصة (1.9 م). اعتزل اللعب في 2014.

## فرق لعب لها
- لوس أنجلوس ليكرز
- غولدن ستايت ووريورز
- يوتاه جاز
- أوكلاهوما سيتي ثاندر
- دالاس مافيريكس

## روابط خارجية
- ديريك فيشر على موقع إن بي أي (الإنجليزية)
- ديريك فيشر على موقع سبورتس رفرنس (الإنجليزية)
- ديريك فيشر على موقع كرة السلة الأوروبية.كوم (الإنجليزية)
- ديريك فيشر على موقع كلية كرة السلة في سبورتس رفرنس.كوم (الإنجليزية)
- ديريك فيشر على موقع ريلجم (الإنجليزية)
- ديريك فيشر على موقع بروبوليرز (الإنجليزية)
- ديريك فيشر على موقع سبورتس رفرنس (الإنجليزية)
- ديريك فيشر على موقع سبورتس رفرنس (الإنجليزية)